# Карлайл (Англія)
Карла́йл (англ. Carlisle) — місто на крайньому північному заході Англії, столиця графства Камбрія (Кумберланд, Камберленд).

## Географія
Карлайл знаходиться всього за 16 км від кордону з Шотландією. Розташоване при злитті трьох річок: Іден, Кальд'ю і Паттеріл. Це найбільший населений пункт в графстві Камбрія, і виступає як адміністративний центр для Карлайльської Міської ради та Ради графства Камбрія. На момент перепису 2001 року, населення Карлайла становило 71 773 особи.
Карлайл має історичний центр, що включає замок, побудований Вільгельмом (Вільямом) Рудим, музей, собор і оригінально виконані міські стіни.

## Історія
У Карлайла цікава доля. У свій час він був найближчим до кордону з Шотландією англійським містом. А іноді — самим близьким до кордону з Англією шотландським містом. Зараз Карлайл входить до складу Англії.
Початок Карлайлу поклало римське укріплене поселення Лугувалліум (Luguvallum). Ця назва скорочено саксами в Luel, до якого приставлено Caer (місто), звідси і утворилась сучасна назва. У IX столітті місто було зруйноване данцями і відновлене Вільгельмом Рудим.
Карлайлський замок, все ще відносно недоторканий, був побудований в 1092 році Вільгельмом Рудим, і колись слугував в'язницею для Марії Стюарт, королеви шотландців.

## Сучасність
Карлайл — індустріальне місто з XIX і початку XX століття. Це місто спеціалізується на текстильній і харчовій промисловості.
Університет Камбрії має чотири кампуси в Карлайлі на Fusehill Street, Brampton Road, Paternoster Row і Newcastle Street. Університет надає широкий спектр освіти, таку як прикладна математика, прикладна психологія, мистецтво, бізнес, правознавство, журналістика, соціальна робота і педагогічна освіта.

## Прокляття Карлайла
Карлайл придбав популярність у зв'язку з т. зв. «Прокляттям Карлайла». Вперше це прокляття прочитав архієпископ Глазго в 1525 році. У той час кордон Англії і Шотландії, що проходила в районі Карлайла, була зоною, де жодна з цих країн не могла забезпечити порядок. Відвідавши цю місцевість тодішній Папа Римський назвав її «беззаконним місцем на землі». Коли Папа відбув, архієпископ Gavin Dunbar прокляв всіх місцевих розбійників, які промишляли крадіжкою худоби, насильством і грабежами.
У ході підготовки до святкування мілленіуму муніципальна рада вирішила встановити в місті камінь зі старовинним прокляттям на адресу лиходіїв. Дизайн пам'ятника виконав художник Andy Altman. Прокляття староанглійською мовою завдовжки 1069 слів висічене в гранітному моноліті, який важить 14 тонн. У 2001 році камінь встановили в одному з музеїв Карлайла. (За іншими джерелами, напис було викарбувано в тому ж XVI столітті, а в 2001 році камінь з околиці Карлайла перевезли в центр міста і зробили центральним експонатом музейної «Виставки тисячоліття»)
У березні 2005 року Джим Тутл, член міської ради від ліберальних демократів вніс пропозицію прибрати камінь з міста або зовсім ліквідувати. Підставою послужила думка місцевих жителів, що цей камінь накликав на їхнє місто безліч нещасть: після установки каменю Карлайл постраждав від епідемії ящура, його жителі гинули у повенях та масово втрачали роботу, і навіть місцева футбольна команда прийшла в занепад. Грехам Доу, протестантський єпископ Карлайлський, підтримав думку місцевих жителів.
Рішенням зборів міської ради 8 березня 2005 ця пропозиція була відхилена.

## Цікаві факти
У Карлайлі народилася Джанет Вудро, мати Вудро Вільсона, 28-го президента США. Президент зробив ряд візитів у Карлайл і на озера району під час його президентства. Найбільш відоме його «паломництво серця» 29 грудня 1918 року. Цей візит відзначає пам'ятна дошка на стіні Церкви на Лоутер-стріт в місті Карлайл.

## Світлини

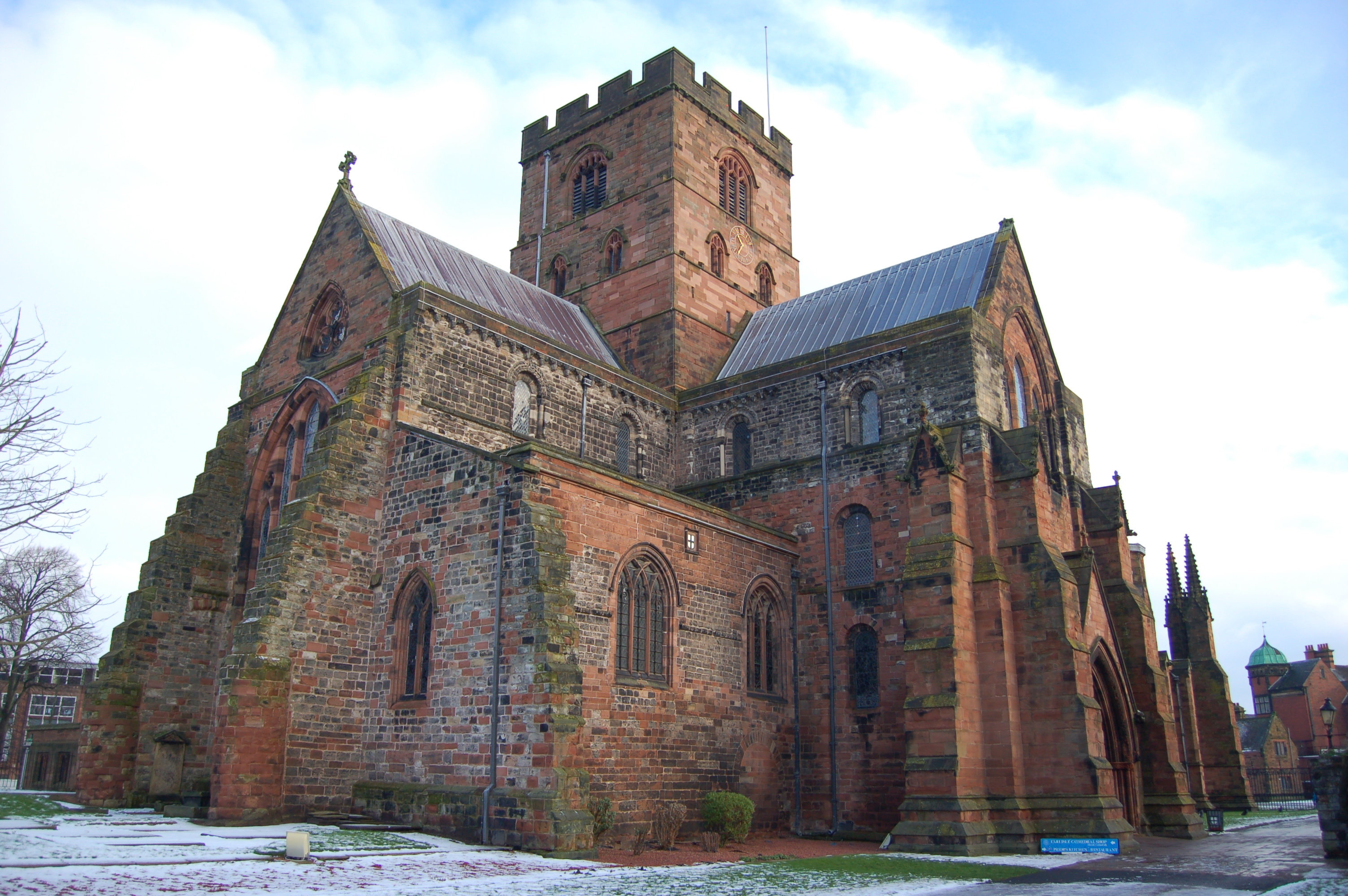
Міський катедральний собор
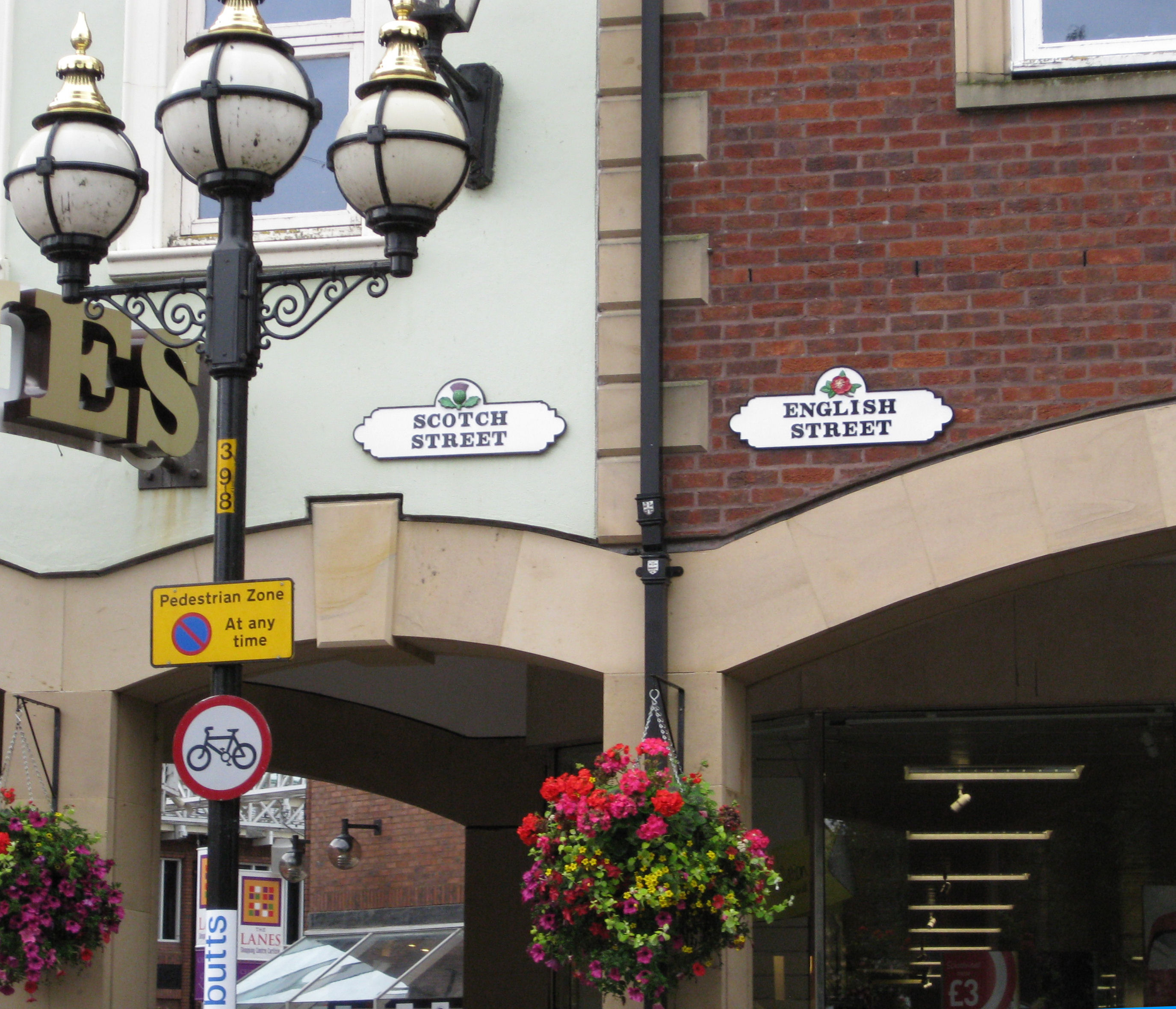
Англійська вулиця (English Street) плавно стає Шотландською (Scotch Street) у центрі міста
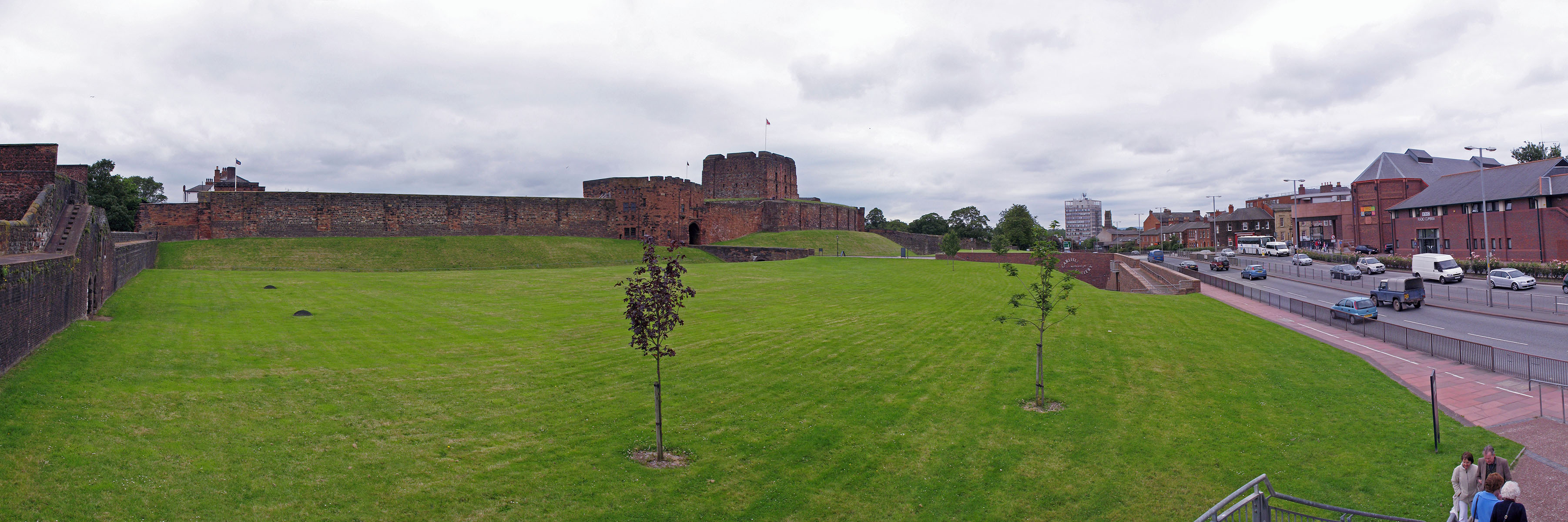
Замок Карлайла